# Jens Martin Knudsen (football)
Pour les articles homonymes, voir Jens Martin Knudsen et Knudsen.
Jens Martin Knudsen, né le 11 juin 1967 à Saltangará aux Îles Féroé, est un footballeur international féroïen, devenu entraîneur à l'issue de sa carrière, qui évoluait au poste de gardien de but.
Il a surtout été connu en dehors de son pays grâce à son bonnet blanc à pompon qu'il portait pour se protéger à la suite d'une commotion cérébrale dont il a été victime à 14 ans.

## Biographie

### Carrière en club
Il a été quelque peu forcé à jouer gardien de but à l'âge de 7 ans, petit à petit il a gravi les échelons au NSÍ Runavík et a été intégré dans l'équipe A en 1985, à 18 ans. Il est parti jouer au Danemark à Frederikshavn fI lors de la saison 1986, alors qu'à la fin de cette saison il a l'opportunité d'aller jouer en Angleterre et de devenir professionnel, il préfère retourner aux Îles Féroé à GÍ Gøta qui essaie de bâtir une équipe compétitive. Avec GÍ, il a été 4 fois champion des Îles Féroé et a remporté deux fois la Løgmanssteypið. 
Il quitte alors son pays natal pour l'Islande et le KS/Leiftur qui battit une équipe composée de quelques joueurs féroïens autour de l'entraîneur Páll Gudlaugsson qui avait été sélectionneur de l'équipe national des Féroé. Cette saison-là, auteur d'une bonne saison avec son club, il a été nommé joueur de l'année du club et atteint la finale de la Coupe d'Islande. En 2000, KS/Leiftur est relégué en deuxième division, lors de cette année Jens Martin Knudsen est prêté dans le club professionnel de Ayr United qui évolue alors en 3e Division du Championnat d'Écosse, mais à cause d'une blessure il ne peut pas signer un contrat définitif avec le club et il retourne alors à NSÍ. 
De retour à NSÍ, il gagne la Løgmanssteypið en 2002 et finit finaliste lors de l'édition 2004. Il permet en 2007 à NSÍ d'être champion, lors de sa dernière saison en tant que joueur. Cette même année, il reçoit la récompense de meilleur gardien féroïen de football de l'année. 
Pendant ses dernières années à NSÍ, outre son travail en tant que joueur, il était aussi entraîneur dans les équipes jeune du club et en équipe A, travail qu'il continue après son retrait du football en tant que joueur.

### Carrière internationale
Jens Martin Knudsen a gardé les buts des Îles Féroé de 1988 à 2006 cumulant 65 sélections, ce qui en fait le joueur le plus capé à ce poste aux Féroé. Il a joué son premier match contre l'Autriche le 12 septembre 1990, un match qualificatif pour l'Euro 1992 et aussi le premier match officiel des Féroé. Lors de ce match, il a permis aux siens de gagner 1-0 en faisant de nombreux arrêts décisifs, cette performance lui vaudra de devenir en quelque sorte un héros national. Le 14 mai 2006 lors d'un match amical contre la Pologne à Toftir il prendra sa retraite internationale. 
Quelque temps après, il devient entraîneur des gardiens de l'équipe nationale, un poste qu'il conservera jusqu'à ce qu'il soit nommé assistant de Jógvan Martin Olsen à la tête de l'équipe des Îles Féroé pour deux ans, en janvier 2008.

### Vie personnelle
Jens Martin Knudsen est marié et a 4 enfants. Il a longtemps travaillé comme docker sur le port de Runavík. Il a aussi été champion national de gymnastique et a joué en tant que gardien de but en handball avec l'équipe nationale féroïenne.